# Esteban Solari

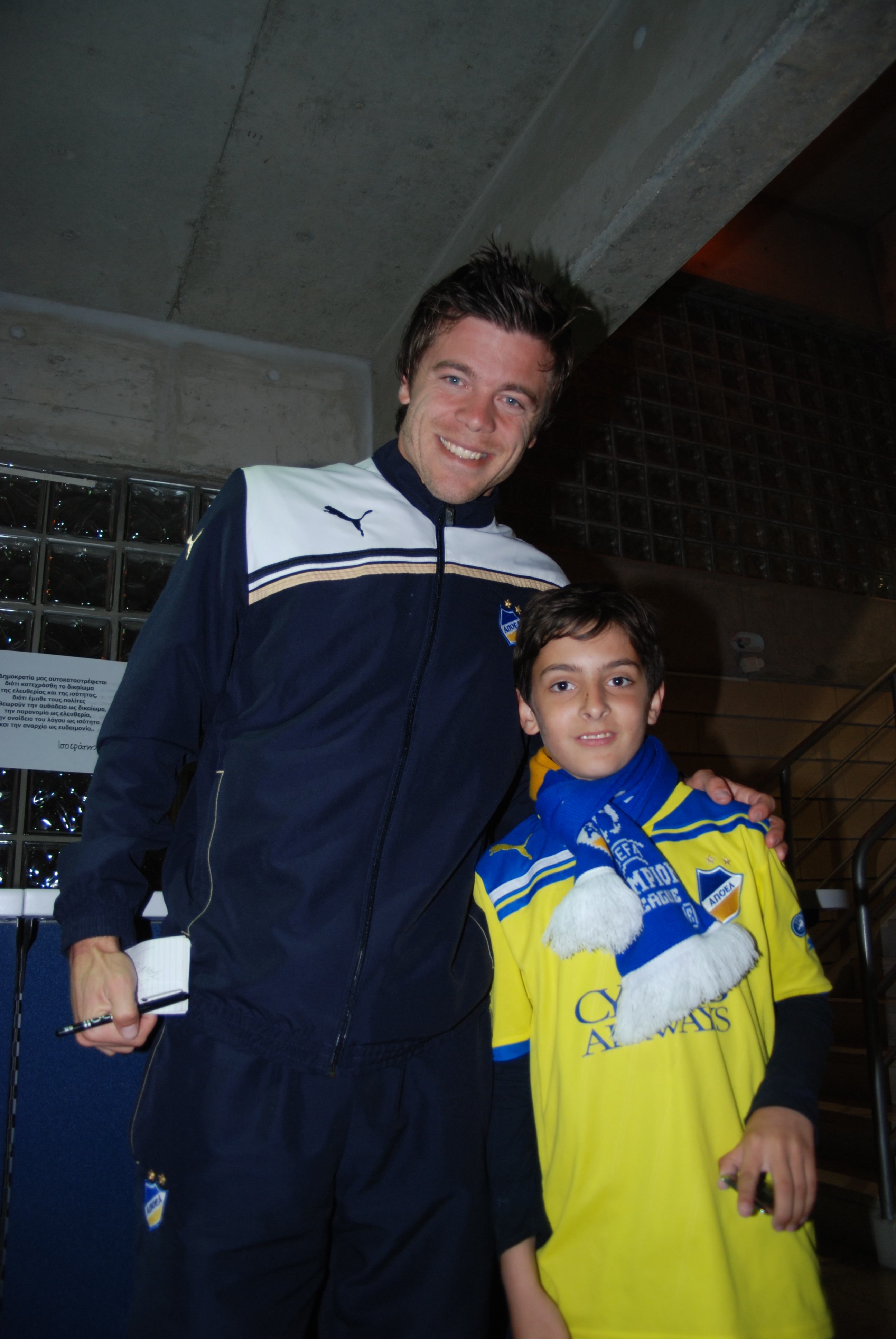
Esteban Solari met fan.

Esteban Andres Solari (Rosario, 2 juni 1980) is een Argentijns profvoetballer die sinds januari 2013 uitkomt voor de Cypriotische eersteklasser Apollon Limasol. In België kwam hij in het seizoen 2004-2005 uit voor Lierse SK. Zijn broer, Santiago Solari, is eveneens profvoetballer en speelde  bij clubs als Real Madrid en Internazionale.

## Loopbaan
Zijn carrière begon als profvoetballer in 1999 bij Vélez Sársfield. De seizoenen daarop speelde hij voor Estudiantes de La Plata, Defensa y Justicia, Argentinos Juniors en Gimnasia y Esgrima de Jujuy. In 2003 verliet hij Argentinië en ging in Italië spelen voor AC Chioggia.
Het jaar daarop tekende hij bij Lierse SK. Hier maakte hij een goede indruk en scoorde 8 goals in 23 matchen. Hierdoor werd hij aangetrokken door het Cypriotische APOEL Nicosia waar hij in 2005-2006 kampioen mee werd. Daarna verliet Esteban Europa en ging in Mexico voetballen voor UNAM Pumas. Hij werd topschutter van de Mexicaanse Eerste klasse. Dankzij deze goede prestatie werd hij voor €3.800.000 gekocht door UD Almería. In juli 2010 vertrok hij naar het Cypriotische APOEL Nicosia. In 2011-2012 speelde APOEL Nicosia een indrukwekkende Champions League-campagne, waarin het uiteindelijk pas in de kwartfinale sneuvelde tegen de Spaanse grootmacht Real Madrid CF. Op 27 januari 2013 tekende Solari bij Apollon Limassol.
Gedurende zijn carrière heeft Esteban een aantal prijzen en titels gewonnen gewonnen waaronder:
- Beker van Cyprus met APOEL Nicosia (2005-2006)
- Kampioen van de Cypriotische Eerste Klasse met APOEL Nicosia (2006-2007)
- Cypriotische Gouden Schoen (2006-2007)
- Topscorer van de Mexicaanse Eerste klasse (2007-2008)

## Statistieken
| seizoen    | club                        | land                | competitie                    | wed. | goals |
| ---------- | --------------------------- | ------------------- | ----------------------------- | ---- | ----- |
| 1999/01    | Vélez Sársfield             | Vlag van Argentinië | Primera División Argentinië   | ?    | ?     |
| 2001       | Estudiantes de La Plata     | Vlag van Argentinië | Primera División Argentinië   | ?    | ?     |
| 2001/02    | Defensa y Justicia          | Vlag van Argentinië | Primera B Nacional Argentinië | 15   | 7     |
| 2002       | Argentinos Juniors          | Vlag van Argentinië | Primera B Nacional Argentinië | ?    | ?     |
| 2003       | Gimnasia y Esgrima de Jujuy | Vlag van Argentinië | Primera B Nacional Argentinië | 20   | 12    |
| 2003/04    | AC Chioggia                 | Vlag van Italië     | Serie D                       | ?    | ?     |
| 2004/05    | Lierse SK                   | Vlag van België     | Jupiler League                | 23   | 4     |
| 2005/07    | APOEL Nicosia               | Vlag van Cyprus     | Cypriotische Eerste Klasse    | 44   | 34    |
| 2007/08    | UNAM Pumas                  | Vlag van Mexico     | Mexikaanse Eerste klasse      | 40   | 25    |
| 2008/09    | UD Almería                  | Vlag van Spanje     | Primera División              | 6    | 1     |
| 2009/10    | UD Almería                  | Vlag van Spanje     | Primera División              | 2    | 0     |
| 2010/11    | APOEL Nicosia               | Vlag van Cyprus     | Cypriotische Eerste Klasse    | ?    | ?     |
| 2011/12    | APOEL Nicosia               | Vlag van Cyprus     | Cypriotische Eerste Klasse    | ?    | ?     |
| 2012/13    | APOEL Nicosia               | Vlag van Cyprus     | Cypriotische Eerste Klasse    | 3    | 0     |
| 2012/13    | Apollon Limasol             | Vlag van Cyprus     | Cypriotische Eerste Klasse    | 0    | 0     |
| Bijgewerkt | 31-01-2013                  |                     |                               |      |       |